# 降旗学
降旗 学（ふりはた まなぶ、1964年 - ）は、日本のノンフィクションライター。

## 来歴
新潟県生まれ。神奈川大学法学部卒。英国アストン大学留学。1996年に第3回小学館ノンフィクション大賞・優秀賞を受賞。
2016年、市川海老蔵が妻である小林麻央に対する報道自粛をマスコミ各社に対して要請した際、「影響力のある著名人をメディアが取材するのは当たり前」としたうえで、「婚約、結婚、出産などの慶事ではマスコミ取材に応じながら、不倫などのゴシップや別居、離婚が発覚したときはメディアから逃げまわるのはフェアではない」とする記事を投稿した。降旗のこの記事は波紋を広げ、Amazonでは降旗の著書『世界は仕事で満ちている』のレビューに対して低評価の見出しが並ぶ事態となった。

## 著書
- 「残酷な楽園 : ライフ・イズ・シット・サンドイッチ 」小学館 ISBN 4-09-379214-3
- 「敵手 : 小説横浜高校野球部」講談社 ISBN 4-06-209534-3
- 「松坂大輔「証明」」PHP研究所 ISBN 4-569-60763-2
- 「都銀暗黒回廊」小学館 ISBN 4-09-379701-3
- 「草野球をとことん楽しむ」新潮社 ISBN 978-4-10-610235-6
- 「世界は仕事で満ちている : 誰もが知っている、でも誰も覗いたことのない38の仕事案内」日経BP社 ISBN 978-4-8222-4677-8